# Annemieke Bes
Annemieke Bes, född den 16 mars 1978 i Groningen i Nederländerna, är en nederländsk seglare.
Hon tog OS-silver i yngling i samband med de olympiska seglingstävlingarna 2008 i Qingdao i Kina.